# Ponte las gafas violeta
Ponerse las gafas violeta es una metáfora utilizada por la escritora Gemma Lienas en su libro sobre igualdad y feminismo destinado a un público adolescente El diario violeta de Carlota. Según explica en el texto, consiste en mirar el mundo con una mirada crítica desde el punto de vista del género para ver las desigualdades entre hombres y mujeres.

## Definición
En el libro, publicado en el año 2001, la autora define del siguiente modo el concepto de «las gafas violeta»:
Gafas violeta: nueva manera de mirar el mundo para darse cuenta de las situaciones injustas, de desventaja, de menosprecio, etc., hacia la mujer. Esta nueva mirada se consigue cuestionando los valores androcéntricos, es decir, valores que se dan por buenos vistos desde los ojos masculinos. (pág. 164, edición 2013).

## Usos posteriores
Desde la publicación del libro, la metáfora se ha popularizado y ha sido utilizada en prensa, por colectivos feministas y en artículos sobre el feminismo.